# 铁石

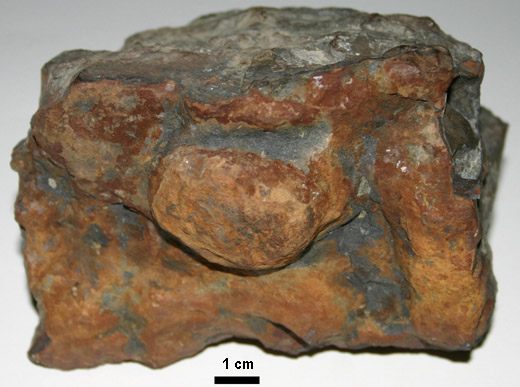
肯塔基州Interstate 64 in Kentucky出土的密西西比世的铁石（含有氧化铁的砂岩）

铁石是一种含铁不少于15%的沉积岩，可以为直接沉积，也可为化学交代而产生。这一术语习惯用来描述前寒武纪之后的条带、非条带、非黏土沉积岩。前寒武纪的铁建造（iron formation）具有不同起源，一般称为條狀鐵層。铁石的组成可以是氧化物，如：褐铁矿、赤铁矿、磁铁矿；碳酸盐，如菱铁矿；硅酸盐，如鲕绿泥石；或者它们的组合。